# Marte albastru
Marte albastru (1996) (titlu original Blue Mars) este un roman hard science-fiction al scriitorului american Kim Stanley Robinson. Este ultimul volum al trilogiei Marte, o serie care descrie colonizarea și terraformarea planetei Marte. Cartea prezintă efectele pe termen lung ale terraformării, materializate în acoperirea deșertul roșu marțian cu întinderi albastre de ape.
Romanul a fost recompensat cu premiul Hugo în anul 1997.

## Intriga
Romanul și-a luat titlul de la stadiul terraformării care a permis presiunii atmosferice și temperaturii să crească până la nivelul la care apa lichidă poate exista pe planetă, formând râuri și mări. El continuă acțiunea prezentată în Marte verde și acoperă un secol întreg de după a doua revoluție.
Pământul trece prin inundații catastrofale cauzate de topirea bruscă a calotei glaciare antarctice. Corporația Praxis caută noi metode pentru a conduce. Marte devine „cartierul general” al sistemului, cu un sistem universal de sănătate, educație gratuită și mâncare din abundență. Acest lucru favorizează imigrația ilegală dinspre Pământ. Pentru a o contracara, savanții marțieni caută metode de a crea orașe-asteroid. Planetoizi mici din Centură sunt excavați, li se imprimă o mișcare de rotație care să producă gravitație și li se construiește un mini-soare care să le ofere lumină și căldură.
Descoperirile în domeniul științei, tehnologiilor și a construcțiilor de nave spațiale deschid o nouă eră pentru omenire. Civilizația se răspândește în între sistemul solar și mai departe. În timă ce Venus, sateliții lui Jupiter, sateliții lui Saturn și Triton sunt colonizați și terraformați, Jackie Boone (nepoata lui John Boone, primul om care a pășit pe suprafața lui Marte în prima carte a trilogiei) pleacă într-un vas interstelar (realizat dintr-un asteroid) către un sistem planetar aflat la ani-lumină distanță, cu intenția de a terraforma planetele și sateliții descoperiți acolo.

### Cuprins
| - Partea I: Muntele Păunului - Partea a II-a: Areofanie - Partea a III-a: O nouă constituție - Partea a IV-a: Pământul verde - Partea a V-a: În sfârșit, ACASĂ - Partea a VI-a: Ann în pustie - Partea a VII-a: Verdele și albul | - Partea a VIII-a: Istorie naturală - Partea a IX-a: Werteswandel - Partea a X-a: Viriditas - Partea a XI-a: Totul merge atât de repede... - Partea a XII-a: Proceduri experimentale - Partea a XIII-a: Lacul Phoenix |

## Opinii critice
Infinity Plus vede în Marte albastru „o dezvoltare impecabil argumentată și superb descrisă a lumii lui Robinson”. SFF.net consideră că romanul „încheie bine trilogia, dar nu e un succes ca roman, în sine”, în timp ce Complete Review este de părere că „prin viziunea sa, Marte albatru reprezintă mai mult un succes decât un eșec și o lectură bună, provocatoare din punct de vedere intelectual”.

## Cronologie
- 2127 - bătălia pentru Sheffield și cablu
- 2128 - congresul constituțional; călătoria ambasadorilor către Pământ
- 2128-2134 - președinția Nadiei
- Anii 2160 - introducerea călătoriei spațiale realizate cu ajutorul fuziunii; expansiunea în sistemul solar; colonizarea asteroizilor și a sateliților planetelor mari (Accelerando)
- 2181 - campania electorală Grand Canal
- Anii 2190 - începutul imigrărilor ilegale de pe Pământ
- 2212 - criza cablului, a treia revoluție[5]

## Traduceri în limba română
- 2000 - Marte-albastru, editura Nemira, colecția "Nautilus", nr. 166-167, traducere Emil Sârbulescu, 736 pag., ISBN 973-569-450-6
- 2006 - Marte albastru, editura Nemira, colecția "Nautilus", traducere Emil Sârbulescu, 928 pag., ISBN 978-973-569-900-0